# Arthur Huc
Pour les articles homonymes, voir Huc.
 (mars 2013).
Si vous disposez d'ouvrages ou d'articles de référence ou si vous connaissez des sites web de qualité traitant du thème abordé ici, merci de compléter l'article en donnant les références utiles à sa vérifiabilité et en les liant à la section « Notes et références ».

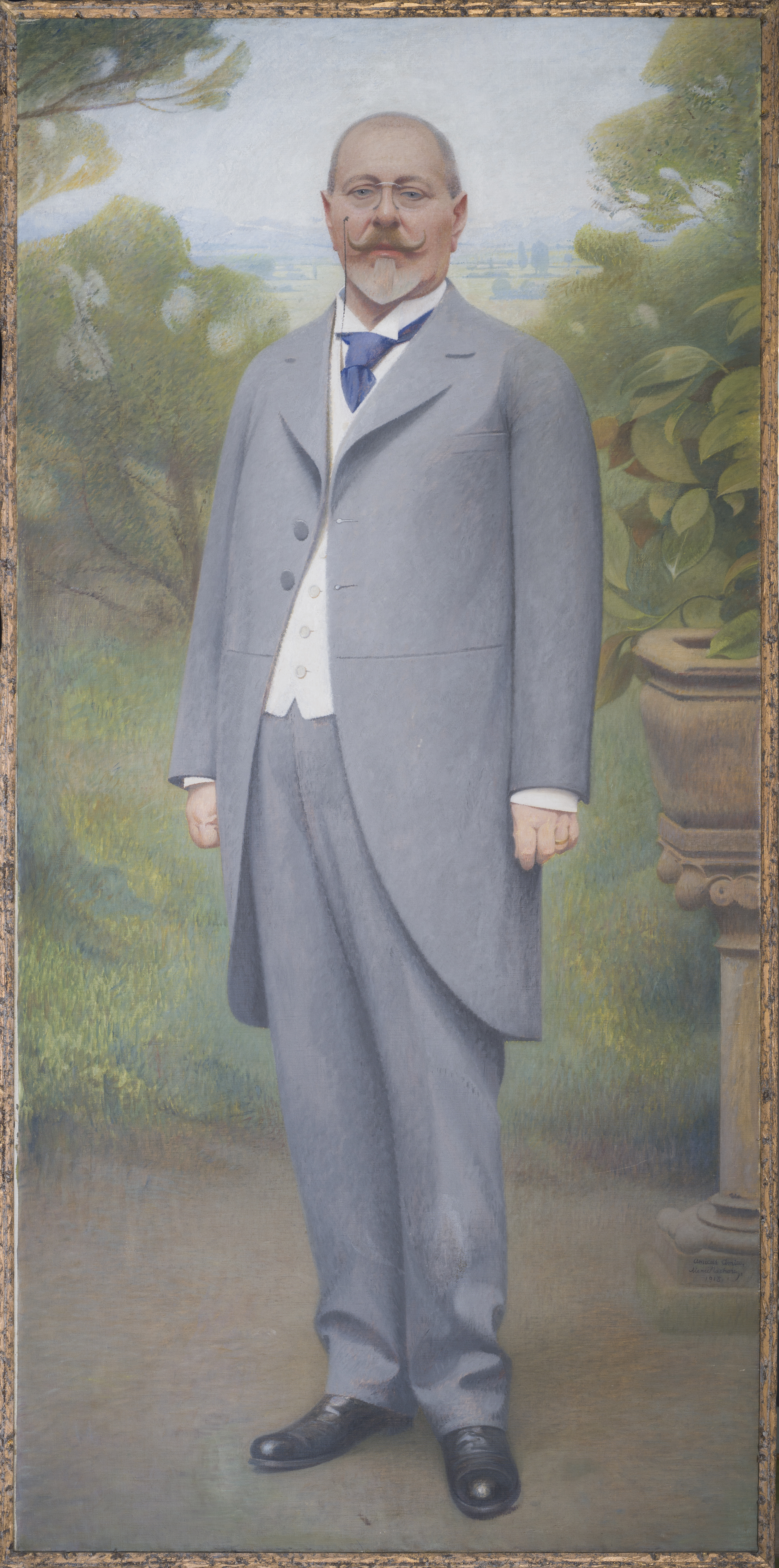
Portrait d'Arthur Huc, 1918. Henri Rachou. Huile sur toile. 204,5 x 100 cm. USA, Collection Particulière.

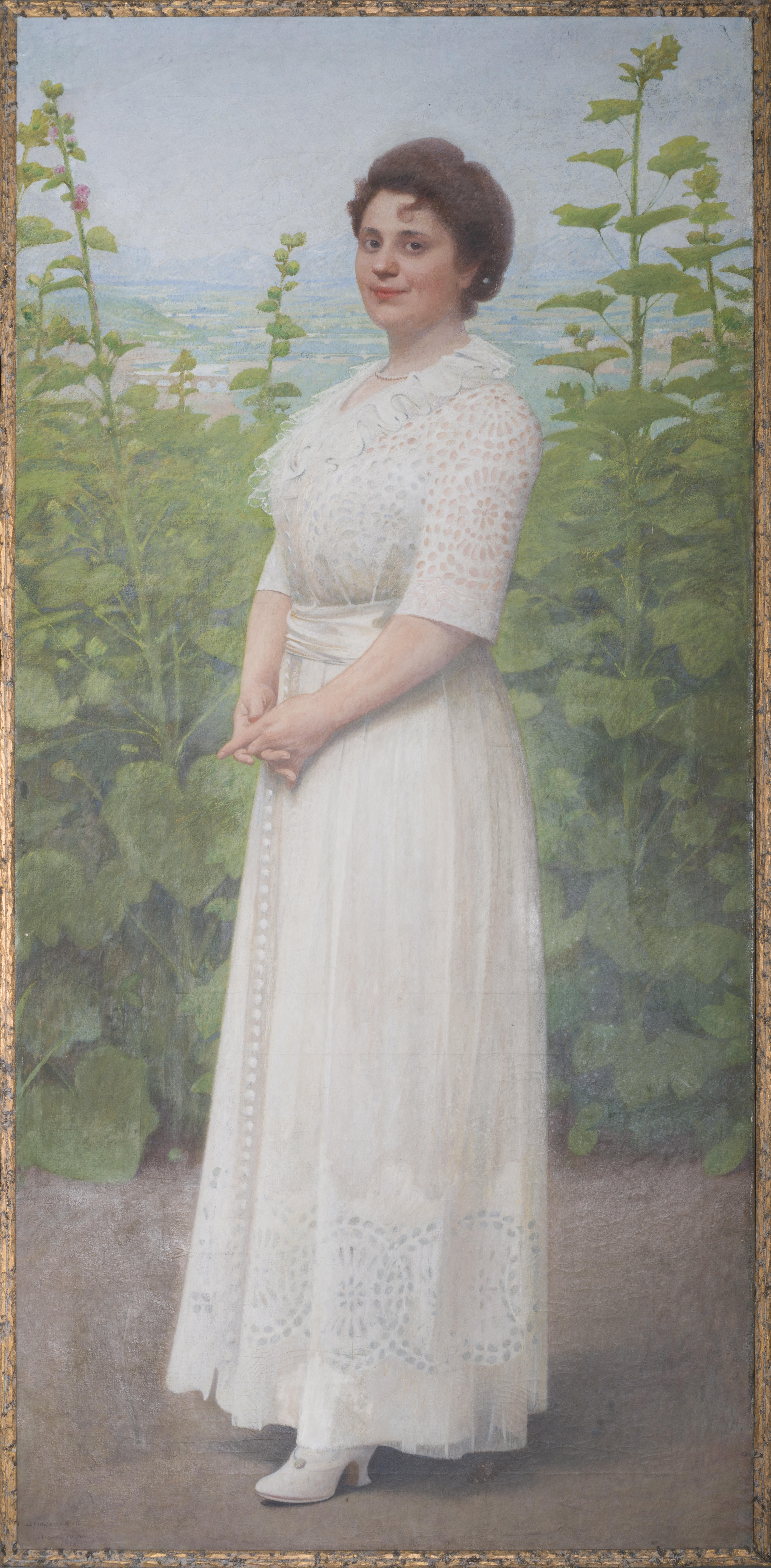
Portrait de Mme A. Huc, 1916. Henri Rachou. Huile sur toile. 204,5 x 100 cm. USA, Collection Particulière.

Arthur Huc est un homme politique et journaliste français, né le 9 janvier 1854 à Sigean et décédé le 22 mars 1932 à Nice.

## Biographie
Fils d'un négociant en épicerie, Arthur Huc appartient à une famille de petits propriétaires républicains des Corbières. Il fait des études au lycée de Perpignan où il se lie d'une amitié définitive avec Joseph Joffre et Jules Pams.
À Paris, il manifeste une vive opposition à l'Ordre moral. En contact avec Gambetta et Clemenceau, il se lie surtout avec François Allain-Targé, devenant son collaborateur, puis son chef de cabinet au ministère des finances du gouvernement Gambetta. Ne dissimulant son écœurement devant les intrigues ourdies par les milieux d'affaires pour abattre le « grand ministère », il est ravalé au rang de simple rédacteur, mais revient sur le devant de la scène avec son patron, ministre de l'Intérieur en 1885.
Nommé sous-préfet en 1887, il est emporté par la tourmente boulangiste. Ayant essayé en vain d'obtenir le désistement d'un candidat pour assurer l'échec de la droite aux élections de 1889, à Soissons, il est désavoué par Ernest Constans, et préfère la démission à la nomination dans une petite sous-préfecture. Il entre alors comme correspondant parisien à La Dépêche où il commence sa double carrière de journaliste politique, utilisant le pseudonyme d'« Homodéi » pour les articles de fond et celui de « Pierre et Paul » pour les articles d'actualité. Très apprécié de ses employeurs, il est appelé à Toulouse en 1894 et devient rédacteur en chef.
En 1895 il épouse une riche héritière marseillaise, dont la sœur se marie quelques années après avec Maurice Sarraut. Dès lors, son destin s'identifie à celui du journal dont il partage la direction, dès 1894 avec Rémi Sans, puis avec son beau-frère à partir de 1909 tout en devenant un des principaux actionnaires.
Anticlérical intransigeant, il est de tous les combats pour la République, sauf à propos d'Alfred Dreyfus qu'il accable longtemps. Il est probablement l'inspirateur du radicalisme de gouvernement mis en place par les Sarraut dans l'Aude. Pour lui, les préfets doivent s'engager à fond pour défendre le régime, et ne reculer devant aucun moyen de pression pour favoriser les vrais" candidats républicains. 
Il est le créateur d'un journal moderne, associant à sa rédaction permanente nombre de grandes signatures qui en font le renom et maintiennent sa vocation de journal d'idées par opposition à la presse à sensation déjà très présente dans le pays. Il est, par ailleurs, un critique d'art avisé, attirant très tôt l'attention sur des artistes négligés, tel Henri de Toulouse-Lautrec ou les nabis dont il organise une exposition à Toulouse en 1894.